# 미녀의 탄생
《미녀의 탄생》(영어: Birth of a Beauty)은 2014년 11월 1일부터 2015년 1월 11일까지 방영한 SBS 주말 특별기획 드라마이다.

## 등장 인물

### 주요 인물
- 한예슬 : 사라/사금란(33세) 역
- 주상욱 : 한태희(31세) 역 (아역 김현빈) - 레스토랑 회사 '레스토랑의 신' 경영, 위너그룹의 사라진 황태자
- 정겨운 : 이강준(34세) 역 - 사금란의 남편, 종편채널 방송사 대표이사
- 왕지혜 : 교채연(27세) 역 (아역 서지희) - 미스코리아 출신 아나운서
- 한상진 : 한민혁(35세) 역 (아역 정수환) - 위너그룹의 전략실장이자 차기 대표이사 후보자
- 인교진 : 교지훈(30세) 역 - 유명 병원의 지방흡입전문의
- 하재숙 : 사금란 역 - 유도인 출신 가정주부, 이강준의 부인, 성형 전 사라

### 이강준의 가족
- 한진희 : 이정식(59세) 역 - 강준의 아버지, 사금란의 시아버지, 근검절약운동본부의 대표
- 김영애 : 고순동(57세) 역 - 강준의 어머니, 사금란의 시어머니
- 강경헌 : 이진영(35세) 역 - 강준의 누나, 사금란의 손위시누이, 돌싱녀
- 진예솔 : 이민영(27세) 역 - 강준의 여동생, 사금란의 시누이, 채연의 고등학교 동창

### 주변 인물
- 김용림 : 박 여사(80세) 역 - 위너그룹의 최고의 어른
- 심이영 : 은경주(33세) 역 - 사금란의 절친, 의류매장 매니저
- 김청 : 손지숙(55세) 역 - 한민혁의 어머니, 위너아트센터 소장
- 이종남 : 심여옥(55세) 역 - 사금란의 어머니

### 그 외 인물
- 최종환 : 김준철 역 - 위너그룹 이사
- 권시현 : 최 팀장 역 - 컨설팅 회사 '레스토랑의 신'의 직원, 태희의 비서
- 정연 : 프로그램 '쉐프의 탄생'의 PD 역
- 김상일 : 오현재 역 - 형사
- 서건우 : 한민혁의 비서 역
- 한다희 : 이강준의 비서 역
- 최교식 : 그림 그리는 남자 역
- 현숙희 : 가정부 역
- 박통일 : 전당포 사장 역
- 임수연
- 정우진
- 김희원
- 서광재 : 위너그룹 이사 역
- 안소림 : 간호사 역
- 조동희
- 신동훈 : 위너그룹 주택 보안직원 역
- 김선녀 : 이강준네 집 가정부 역
- 이윤상 : 박 이사 역
- 이현걸 : 심부름센터 직원 역
- 리민 : 방송PD 역
- 최나무 : 방송작가 역
- 이정성 : 정신병원 의사 역
- 서진욱 : 이강준 측 변호사 역
- 이창 : 사진작가 역
- 김연수 : 정신병원 간호사 역
- 양은용 : 한동훈(한태희)의 어머니 역
- 허선행 : 위너그룹 이사 역
- 서지연 : 시식단 역
- 옥주리 : 호텔 주방장 역
- 정명준 : 변호사 역
- 허동원 : 딜러 역
- 홍경연 : 명인 역 - '쉐프의 탄생' 시식단
- 권영경 : 명인 역 - '쉐프의 탄생' 시식단
- 봉은선 : 하나 남은 단호박을 가져가려는 마트 손님 역
- 유옥주 : 오경희 역 - 호텔 요리사, '쉐프의 탄생' 대결상대
- 한상규
- 임재근
- 이설구 : 위너푸드 직원 역
- 최하은
- 김현아 : 팔찌를 판매하는 상인 역
- 정병호 : 의사 역
- 김추월 : 심여옥의 지인 역
- 김종호 : HBS 방송이사회 위원장 역
- 홍승범 : 김 PD 역 - 토크쇼 PD
- 송경의 : 위너그룹 이사 역
- 고은비
- 백광두
- 박지연 : 방송작가 역
- 이주선
- 당현석
- 김민기
- 박서연
- 이동진 : 토크쇼 진행자 역
- 김지수
- 전고은
- 유필란 : 박 여사의 비서 역
- 이규섭 : 심부름센터 직원 역
- 김효현
- 유영복
- 이정훈 : 위너그룹 주주총회 진행자 역
- 김미희
- 심혜미
- 송보은
- 배명진
- 조영훈

### 특별출연
- 김영옥 : 사금란의 시할머니 역 (1~2회)
- 이원종 : 택시기사 역 (1회)
- 김병옥 : 관상가 역 (1회)
- 최기환 : 프로그램 "체인지"의 MC 역 (1회)
- 안혜경 : 리포터 역 (1회)
- 박슬기 : 백화점 속옷매장 직원 역 (1회)
- 정찬 : 태희의 아버지 역 (3~4회)

## 수상
- 2014년 SBS 연기대상 10대 스타상, 여자 우수상, 베스트 커플상 한예슬
- 2014년 SBS 연기대상 10대 스타상, 베스트 커플상 주상욱

## 시청률
최저 시청률과 최고 시청률은 시청률 조사회사와 지역별로 시청률에 차이가 있을 수 있습니다.
| 2014년      | 2014년      | 2014년         | 2014년       | 2014년         | 2014년       |
| 회차        | 방송일      | TNMS 시청률    | TNMS 시청률  | AGB 시청률     | AGB 시청률   |
| 회차        | 방송일      | 대한민국(전국) | 서울(수도권) | 대한민국(전국) | 서울(수도권) |
| ----------- | ----------- | -------------- | ------------ | -------------- | ------------ |
| 제1회       | 11월 1일    | 7.7%           | 9.1%         | 8.4%           | 9.8%         |
| 제2회       | 11월 2일    | 8.1%           | 9.6%         | 10.0%          | 11.9%        |
| 제3회       | 11월 8일    | 8.4%           | 10.0%        | 9.1%           | 10.7%        |
| 제4회       | 11월 9일    | 7.5%           | 9.4%         | 8.6%           | 9.8%         |
| 제5회       | 11월 15일   | 7.5%           | 9.2%         | 8.7%           | 9.6%         |
| 제6회       | 11월 16일   | 7.6%           | 9.1%         | 8.6%           | 9.5%         |
| 제7회       | 11월 22일   | 7.6%           | 9.6%         | 8.2%           | 9.3%         |
| 제8회       | 11월 23일   | 7.1%           | 8.8%         | 7.4%           | 8.8%         |
| 제9회       | 11월 29일   | 7.3%           | 8.7%         | 7.0%           | 7.6%         |
| 제10회      | 11월 30일   | 6.6%           | 7.4%         | 6.9%           | 7.6%         |
| 제11회      | 12월 6일    | 7.4%           | 8.6%         | 7.2%           | 8.3%         |
| 제12회      | 12월 7일    | 5.9%           | 6.3%         | 6.7%           | 7.9%         |
| 제13회      | 12월 13일   | 7.1%           | 8.2%         | 7.9%           | 8.9%         |
| 제14회      | 12월 14일   | 5.7%           | 6.6%         | 6.1%           | 6.9%         |
| 제15회      | 12월 20일   | 5.8%           | 6.6%         | 6.1%           | 6.6%         |
| 제16회      | 12월 27일   | 4.4%           | 4.5%         | 4.7%           | 5.1%         |
| 제17회      | 12월 28일   | 4.9%           | 5.0%         | 5.7%           | 6.7%         |
| 2015년      |             |                |              |                |              |
| 제18회      | 1월 3일     | 5.5%           | 6.6%         | 6.1%           | 6.3%         |
| 제19회      | 1월 4일     | 4.9%           | 5.9%         | 5.7%           | 6.7%         |
| 제20회      | 1월 10일    | 5.6%           | 5.9%         | 6.5%           | 6.6%         |
| 제21회      | 1월 11일    | 5.6%           | 6.0%         | 7.2%           | 7.2%         |
| 평균 시청률 | 평균 시청률 | 6.6%           | 7.7%         | 7.3%           | 8.2%         |

## 결방과 연장
- 2014년 12월 21일 : 2014 SBS 가요대전 생방송으로 인해 결방
- 2014년 12월 22일 : 미녀의 탄생 방영 분량이 20부작에서 1회 연장되어 21부작으로 변경.확정되었다.

## 사운드 트랙

### Part 1
1. She
2. She (Inst.)

### Part 2
1. 나만 몰랐어
2. 나만 몰랐어 (Inst.)

### Part 3
1. 눈부셔
2. 눈부셔 (Inst.)

### Part 4
1. 바라보기
2. 바라보기 (Inst.)

### Part 5
1. 설마
2. 설마 (Inst.)

### Part 6
1. 아파도 괜찮아 (이현(에이트))
2. 아파도 괜찮아 (Guitar Ver.)
3. 아파도 괜찮아 (Inst.)
4. 하지못한말 (한나)
5. 하지못한말 (Inst.)

## 경쟁 프로그램
- 전설의 마녀 (MBC, 2014년 10월 25일 ~ 2015년 3월 8일)